# Glamorgan

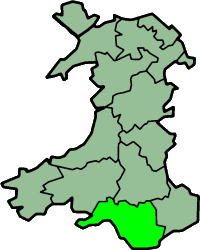
Glamorgan, una della contee del Galles

Glamorgan o Glamorganshire è una contea tradizionale marittima dell'odierno Galles, mentre nel Medioevo era stata l'area del regno o principato del Morgannwg, fondato da re Morgan. A un certo punto fu unito ai vicini regni di Gwent e Ergyng. Dopo il Gwent, fu la seconda area gallese a cadere in mano ai normanni e fu spesso teatro di scontri e battaglie tra gallesi e conquistatori.

## Geografia
La contea confina oggi col Brecknockshire a nord, col Monmouthshire a est, col
canale di Bristol a sud e col Carmarthenshire e la baia di Carmarthen a ovest. Copre una superficie complessiva di 2.100 km² e ha una popolazione di oltre un milione di persone. Il suo punto più alto è a Craig-y-llyn (600 metri). Il Glamorgan è la contea più popolosa e industrializzata del Galles. L'area settentrionale della regione è montuosa solcata da profonde vallate, con un'urbanizzazione sviluppata lungo le strade. Oggi l'industria del carbone è stata sostituita da una leggera e dal terziario. L'economia è basata anche sull'agricoltura, sul settore manifatturiero, sul terziario e sul turismo.
Il Vale of Glamorgan, che comprende fattorie e villaggi, si estende lungo la maggior parte del sud della contea da Porthcawl a Cardiff. Più a ovest c'è la penisola di Gower, una Area of Outstanding Natural Beauty ("Area di eccezionale bellezza naturalistica").
Tra i fiumi più importanti ci sono: il Taff, l'Ely, l'Ogmore, il Neath, il Dulais, il Tawe, il Rhymney (che forma il confine col Monmouthshire) e il Loughor (che forma il confine col Carmarthenshire). Le città principali sono invece Aberdare, Barry, Bridgend, Cardiff, Caerphilly, Cowbridge, Maesteg, Merthyr Tydfil, Mountain Ash, Neath, Penarth, Pontypridd, Porthcawl, Port Talbot e Swansea.